# کونراد رابرتس
کونراد رابرتس (به انگلیسی: Conrad Roberts) بازیگر آمریکایی است. از فیلم‌های او می‌توان به ساحل پشه، خیابان واکین و بوکسور مقوایی اشاره کرد.